# 番茄皂苷A
番茄皂苷A（英語：Esculeoside A）是一种螺环甾体生物碱皂苷。最初由日本研究者藤原章雄等人于2002年在圣女果中连同番茄皂苷B、C、D一同发现。番茄皂苷A是番茄中主要的皂苷成分，其和另外发现的几种番茄皂苷一样具有细胞毒性，可用于开发药物。

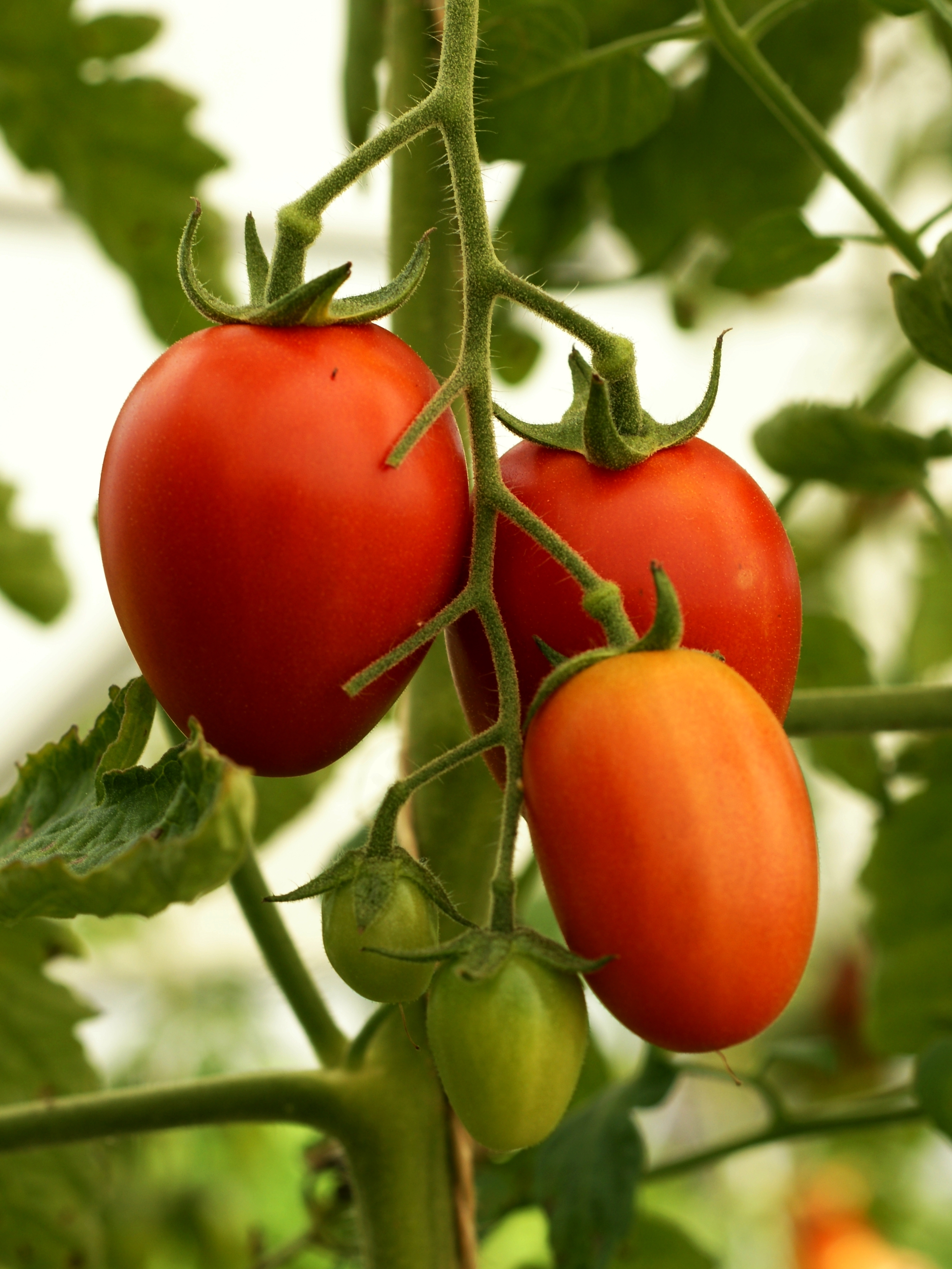
番茄

## 提取与合成
番茄皂苷A可以从多种番茄品种中获取，将这些番茄的甲醇浸取液利用高孔聚苯乙烯凝胶和反相硅胶柱进行柱层析即可分离得到番茄皂苷A，纯化后为无色针状晶体。
研究表明α-番茄碱是番茄体内合成番茄皂苷A的前体。这一转变过程涉及α-番茄碱中F环（即甾体环中离糖基最远的那个环）的异构化反应，但具体机制仍未探明，2009年，饭岛阳子等人基于前人推定的α-番茄碱到番茄皂苷A转换路线提出其糖基化反应取决于植物激素乙烯的含量。

## 分布
茄科植物中的土豆、茄子和番茄都有其特有的糖苷生物碱，对于番茄来说，其中之一就是番茄皂苷A。对于一个番茄果，外表皮和果肉番茄皂苷A含量最高，熟果比生果含量高。在成熟的番茄中，番茄皂苷A含量大约是番茄红素的4倍。在不同品种中，圣女果的番茄皂苷A一般比大番茄含量高。

## 潜在健康益处
研究发现，番茄皂苷A在人体内会代谢成不同的代谢物，这些代谢物展现出不同活性，包括抗骨质疏松、 抗更年期和抗肿瘤活性等。在小鼠身上的研究表明番茄皂苷A与小鼠胆固醇水平具有潜在的联系，小鼠服用番茄皂苷A后，血清中的LDL胆固醇和甘油三酯水平降低25-45%，而HDL胆固醇水平不受影响。番茄皂苷A的健康益处与番茄的年龄和处理的加热温度、pH值有关。研究发现，番茄皂苷A提取物可经受225°C的高温，在热灭菌处理过程中，番茄皂苷A水提取物可在pH为7-11的中、碱性条件下稳定，但不耐酸性条件。也有研究发现，用植物激素乙烯处理番茄会使得番茄皂苷A含量增加。